# Брахим Диас
Брахим Абделкадет Диас (на арабски: إبراهيم عبد القادر دياز) е марокански професионален футболист, който играе за Реал Мадрид.

## Биография
Брахим е роден в Испания от майка испанка и баща мароканец. Той израства в Малага, но се премества в Манчестър на 16 години.